# Chazaliella gossweileri
Chazaliella gossweileri là một loài thực vật có hoa trong họ Thiến thảo. Loài này được (Cavaco) E.M.A.Petit & Verdc. mô tả khoa học đầu tiên năm 1975.